# حساب پس‌انداز بازنشستگی
طرح ثبت‌شده پس‌انداز بازنشستگی (به انگلیسی: registered retirement savings plan) یا طرح پس‌انداز بازنشستگی (به انگلیسی: retirement savings plan) نوعی حساب مالی در کانادا به شمار می‌رود. کانادایی‌ها می‌توانند پول یا سایر دارایی‌های سرمایه‌ای دیگر خود را برای دوره بازنشستگی در این حساب که به اختصار آرآراس‌پی (به انگلیسی: RRSP) نیز نامیده می‌شود، قرار دهند. برای نمونه هر فرد می‌تواند اوراق قرضه یا سهام را نیز در این حساب قرار دهد. حساب پس‌انداز بازنشستگی یک سری مزایای مالیاتی نسبت به سایر حساب‌های بانکی در کانادا دارد. حتی امکان برداشت از آن برای خرید خانه در این کشور نیز وجود دارد. حساب پس‌انداز بازنشستگی در کانادا اولین با در سال ۱۹۵۷ اجرایی شد. هدف از این حساب، تامین زندگی کارکنان و نیز افراد دارای شغل آزاد در دوره بازنشستگی بود.